# Канду (Північна Дакота)
Канду (англ. Cando) — місто (англ. city) в США, в окрузі Таунер штату Північна Дакота. Населення — 1117 осіб (2020).

## Географія
Канду розташований за координатами 48°29′14″ пн. ш. 99°12′11″ зх. д. / 48.48722° пн. ш. 99.20306° зх. д. (48.487212, -99.202998).  За даними Бюро перепису населення США в 2010 році місто мало площу 1,64 км², уся площа — суходіл.

## Демографія
Згідно з переписом 2010 року, у місті мешкало 1115 осіб у 518 домогосподарствах у складі 309 родин. Густота населення становила 681 особа/км².  Було 701 помешкання (428/км²).
Расовий склад населення:
| - 96,1 % — білих - 2,3 % — корінних американців - 0,2 % — чорних або афроамериканців |

До двох чи більше рас належало 1,3 %. Частка іспаномовних становила 0,5 % від усіх жителів.
За віковим діапазоном населення розподілялося таким чином: 20,3 % — особи молодші 18 років, 54,0 % — особи у віці 18—64 років, 25,7 % — особи у віці 65 років та старші. Медіана віку мешканця становила 49,3 року. На 100 осіб жіночої статі у місті припадало 92,2 чоловіків;  на 100 жінок у віці від 18 років та старших — 89,1 чоловіків також старших 18 років.
Середній дохід на одне домашнє господарство  становив 62 372 долари США (медіана — 48 125), а середній дохід на одну сім'ю — 77 402 долари (медіана — 70 375). Медіана доходів становила 51 200 доларів для чоловіків та 31 078 доларів для жінок. За межею бідності перебувало 19,8 % осіб, у тому числі 43,8 % дітей у віці до 18 років та 9,8 % осіб у віці 65 років та старших.
Цивільне працевлаштоване населення становило 483 особи. Основні галузі зайнятості: освіта, охорона здоров'я та соціальна допомога — 18,6 %, сільське господарство, лісництво, риболовля — 18,4 %, роздрібна торгівля — 12,8 %, фінанси, страхування та нерухомість — 12,6 %.